# Kopań (obwód rówieński)
Kopań (ukr. Копань) – wieś na Ukrainie, w obwodzie rówieńskim, w rejonie dubieńskim. W 2001 liczyła 122 mieszkańców, spośród których 118 posługiwało się językiem ukraińskim, a 4 rosyjskim.
Tak jak cały obecny obwód rówieński, wieś znajdowała się w granicach II RP, wchodząc w skład województwa wołyńskiego, powiat dubieński, gmina Tesłuhów.